# Reyhaneh Rouhani
Reyhaneh Rihaneh Rouhani (ibland onämnd som Rihaneh Rouhani), född 23 maj 1986 i Teheran, Iran, är en svensk journalist och programledare på SVT.
Reyhaneh Rouhani tillbringade sina fem första år Iran innan hon kom till Sverige. Hon är utbildad journalist vid Stockholms universitet där hon 2010 tog en kandidatexamen. Efter cirka två år på Sveriges Radio som reporter och programledare för Radiosporten arbetade hon en kortare tid på SVT där hon bland annat var programledare för Sportnytt och därefter på TV4 som programledare och reporter på TV4 Sport. Sedan 2018 är hon åter anställd på SVT och har bland annat arbetat som programledare för Lilla Sportspegeln. Hon har även arbetat som utsänd reporter vid flera stora sportevenemang såsom EM och VM i fotboll. Sedan 2022 är hon även programledare för TV-programmet Go'kväll.